# Współczynnik płodności kobiet
Współczynnik płodności kobiet – iloraz liczby urodzeń żywych do liczby kobiet w wieku rozrodczym (15–45 lat) w danej populacji w przyjętej jednostce czasu, zazwyczaj w stosunku rocznym. Wyrażany jest on wzorem:
{\displaystyle W_{pl}=\mathrm {\frac {U_{\text{ż}}}{K_{(15-45)}}} {\text{C}},}
gdzie {\displaystyle U_{\text{ż}}} oznacza urodzenia żywe, a {\displaystyle C} jest stałą, przyjmującą wartość 100 lub 1000 i pozwalająca zapisać wynik w procentach lub promilach.
Współczynnik ten jest stosowany w analizach demograficznych dla kobiet w określonych, zazwyczaj pięcioletnich grupach wiekowych, np. w odniesieniu do kobiet w wieku między 15 a 29 lat:
{\displaystyle W_{pl}=\mathrm {\frac {U_{\text{ż}}}{K_{(25-29)}}} {\text{C}}.}
W Polsce w pierwszej połowie XX wieku najwyższa wartość tego współczynnika obserwowana była wśród kobiet w wieku 25–29 lat. Od lat 60. XX wieku największa płodność występowała u kobie w wieku 19–24 lata, a po roku 2000 znów wśród kobiet w wieku 25–29 lat. Wartość tego wskaźnika dla całej populacji ma tendencję spadkową w okresie po II wojnie światowej.